# Fudbalski klub Železničar
Il Fudbalski klub Železničar (in ser. Фудбалски клуб Железничар Ниш) è stata una squadra di calcio serba di Niš fondata nel 1928 e scioltasi nel 2012
Nel 1946 cambiò per breve tempo il suo nome in 14 Oktobar, e in tal veste partecipò al massimo campionato jugoslavo ove giunse giunse tredicesimo su quattordici squadre, andando così incontro alla retrocessione.
Gli ultimi anni di vita del club lo hanno visto decadere fino al torneo orientale del campionato dilettantistico serbo, la terza categoria di merito del paese, prima di sciogliersi definitivamente nel 2012.

## Palmarès

### Competizioni nazionali
- Srpska Liga: 1

1999-2000 (girone Nis)

### Competizioni regionali
- Niški loptački podsavez: 2

1937-1938, 1939-1940

### Altri piazzamenti
- Srpska Liga:

Secondo posto: 2004-2005 (girone est)
Terzo posto: 2005-2006 (girone est)